# Тепленский сельсовет
Тепленский сельсовет — упразднённая 30 октября 2009 года административная единица на территории Узденского района Минской области Белоруссии.

## Состав
Тепленский сельсовет включал 12 населённых пунктов:
- Зелень — деревня.
- Кашканы — деревня.
- Колодино — деревня.
- Короневские — деревня.
- Ладыга — деревня.
- Подзелень — деревня.
- Проходы — деревня.
- Русаково — деревня.
- Рыбаковщина — деревня.
- Сенное — деревня.
- Теплень — деревня.
- Тристенец — деревня.